# Fritz Abt
Fritz Abt (* 6. Oktober 1914 in Hermsdorf; † nach 1943) war ein deutscher Funktionär der Hitler-Jugend.

## Leben
Fritz Abt trat zum 1. September 1934 in die NSDAP ein (Mitgliedsnummer 1.945.762). In der sächsischen Stadt Oschatz wurde er Führer der Hitler-Jugend, bevor er nach Glauchau wechselte. Ab Februar 1938 übernahm er dann bei der Reichsjugendführung in Berlin verschiedene leitende Funktionen. 1943 wurde er beim Bauamt der Reichsjugendführung zum Bannführer befördert.

## Publikationen (Auswahl)
- Heraus! Wir Jungen! Jungengeschichten und Jungenchöre. Leipzig [1935].
- Die Grundsteinlegung für Heime der Hitler-Jugend. [Berlin], Reichsjugendführung, 1938.
- Die Heime der Hitler-Jugend als Stätten der Freizeit für die deutsche Jugend. [Berlin], Reichsjugendführung, 1938.